# Christelijk College Groevenbeek
Christelijk College Groevenbeek is een scholengemeenschap in Ermelo. De scholengemeenschap bestaat uit vmbo, havo, Atheneum en tweetalig vwo.
De huidige school is een fusieschool tussen de Christelijke Mavo Calvijn in Putten, de vmbo-school De Driesprong, Mavo Irminloo en Christelijk College Groevenbeek (alle drie in Ermelo).

## Geschiedenis
In 1907 begon in Ermelo het middelbare onderwijs met een school van twee MULO-klassen van in totaal 25 leerlingen en twee leraren. Het schoolgebouwtje stond op akkerland, tussen de Stationsstraat en de Dirk Staalweg, en had twee kleine lokalen van elk 25 vierkante meter. Het leerlingenbestand steeg gestaag, en al in 1908 werd er een derde lokaal bijgebouwd. Aan het begin van de Tweede Wereldoorlog had de school al meer dan honderd leerlingen. Het pand werd in de oorlog gevorderd om evacués onder te brengen, de leerlingen moesten daarom uitwijken naar een ander pand in Ermelo: het Patrimonium, dat eigendom was van de Nederlandse Christelijke Werkliedenbond. Na de oorlog werd het gebouw al snel te klein, er moesten andere ruimtes bijgehuurd worden en er werden drie noodlokalen gebouwd.
In 1972, de school had inmiddels bijna 500 leerlingen, werd de school een dependance van het Christelijk Lyceum in Harderwijk, het tegenwoordige Christelijk College Nassau-Veluwe en kwam er een tijdelijke oplossing voor het ruimteprobleem. Door het schoolbestuur van Nassau-Veluwe werd besloten dat er gebouwd moest gaan worden, en er werd in 1975, enkele honderden meters verwijderd van het oude gebouw aan de Dirk Staalweg (nl. aan de Paul Krugerweg), aan de rand van bos en heide op het terrein van skelterbaan "Ermelo" een noodgebouw neergezet, wat oorspronkelijk voor negen à tien jaar dienst zou moeten doen. Al in 1977 werd ook dit gebouw te klein en werd Mavo Irminloo gebouwd. Beide scholen werden onafhankelijke entiteiten en maakten geen deel meer uit van Nassau-Veluwe.

## Zelfstandigheid
In 1976 werd Groevenbeek een onafhankelijke zelfstandige scholengemeenschap. De naam van de school werd bedacht door de toenmalige rector drs. Henk van Lambalgen, en is afgeleid van de nabij de school gelegen landgoederen Oud en Nieuw Groevenbeek. De school bestond aanvankelijk uit tien lokalen, twee gymlokalen, een lerarenkamer en een aula. Al na twee jaar werden er lokalen bijgebouwd. De school bleek erg veel leerlingen uit het gebied ten zuiden en westen van Ermelo aan te trekken (Putten, Garderen, Speuld) en het leerlingenbestand groeide zeer sterk. De school telde uiteindelijk bijna veertig lokalen, en medio jaren tachtig bijna twaalfhonderd leerlingen.

## Nieuwbouw
In de jaren tachtig stuurde de schoolleiding met steun van vele leerlingen brieven naar de regering om toestemming te verkrijgen om een nieuw schoolgebouw te mogen bouwen. Het noodgebouw was nooit bedoeld voor permanent gebruik, was van hout met overal enkel glas en barstte door het sterk gegroeide leerlingenbestand uit haar voegen. Pas in 1990 kwam die toestemming, en in het schooljaar 1991-1992 betrokken de Groevenbekers het nieuwe gebouw. Het noodgebouw (toen al niet meer in gebruik) brandde begin '92 af, of het aangestoken is kon de brandweer niet met zekerheid zeggen maar de blusplannen hadden al jaren in de kast gelegen omdat het pand zo brandgevaarlijk was. Het noodgebouw is echter niet meer gered maar is "gecontroleerd afgebrand" omdat het datzelfde voorjaar toch gesloopt zou worden.
Al rond de eeuwwisseling werd het nieuwe gebouw opnieuw verbouwd, nu om een verbinding te maken met het ernaast gelegen gebouw van de Mavo Irminloo. Na een fusie in 1995 met de Driesprong, Calvijn en Irminloo is Groevenbeek nu een scholengemeenschap met ca. 2500 leerlingen en meerdere locaties verdeeld over twee gemeentes (Ermelo en Putten).

## Bekende (oud-)leerlingen
- Christel Ambrosius, slachtoffer in de Puttense moordzaak
- Bas Jan van Bochove, politicus
- Harald Doornbos, journalist
- Sander Duits, voetballer
- Bert Elbertsen, organist
- Dirk van de Glind, schrijver en theoloog
- Beatrice de Graaf, hoogleraar en terrorisme-expert
- Bert Kous, sportjournalist
- Sywert van Lienden, ondernemer, politiek activist en lobbyist, oud-voorzitter van LAKS en bekend van de mondkapjesaffaire
- Anne Soldaat, songwriter en zanger/gitarist van Daryll-Ann en Do-The-Undo
- Peter Paul de Vries, bestuursvoorzitter van Value8 en oud-directeur van de Vereniging van Effectenbezitters (VEB)
- Marcel en Lydia Zimmer, zanger en zangeres van praise-muziek
- Bernard Schuiteman, voetballer